# Black russian
Black russian är en alkoholbaserad drink som karaktäriseras av sin söta kaffesmak. I drinken ingår vodka och Kahlúa. Den dekoreras ofta med ett körsbär. Den dök upp första gången 1949 och tillskrivs Gustave Top som skapade den på Hotel Metropole i Bryssel för att hedra Perle Mesta, dåvarande USA:s ambassadör i Luxemburg.
Det finns även flera variationer bland annat  
- Dirty Black Russian, Tall Black Russian, Australian Black Russian eller Colorado Bulldog: serveras i ett highball- glas som fylls på med cola.[2]
- Black Magic: serveras med en skvätt citronsaft och citron till garnering.[3]
- Irish Russian eller Smooth Black Russian: serveras med Guinness-[1][2]
- Brown Russian: serveras i ett highball-glas och toppas med ginger ale[4]
- Mudslide: serveras med bland annat färsk grädde eller glass[5]
- Mind Eraser: här toppas drinken med kolsyrat vatten.[6]
- Paralyzer: Här inkluderar drinken cola och mjölk[7]